# امور دولتی (فیلم)
امور دولتی (به انگلیسی: Affairs of State) یک فیلم دلهره‌آور سیاسی آمریکایی محصول سال ۲۰۱۸ به کارگردانی اریک بروس با بازی دیوید کورنزوت، تورا برچ، دیوید جیمز الیوت، گریس ویکتوریا کوکس، میمی راجرز و آدریان گرنیر است. در ۱۵ ژوئن ۲۰۱۸ توسط کمپانی لاینزگیت فیلمز در سینماهای منتخب و از طریق ویدیوی درخواستی منتشر شد.

## داستان
یک دستیار جوان کنگره، مایکل لارنس (دیوید کورنزوت)، با همسر (میمی راجرز) رئیس خود، سناتور جان بینز (دیوید جیمز الیوت) رابطه نامشروع دارد. در همین حال، دستیار بی‌رحم بینز (آدرین گرنیر) در راه اوست. سپس لارنس به‌طور غیرمنتظره‌ای عاشق دختر سناتور (گریس ویکتوریا کوکس) می‌شود و باید با هم‌خانه فعال چپ خود (تورا برچ) به صورت دو نفره برود.